# HIFANA

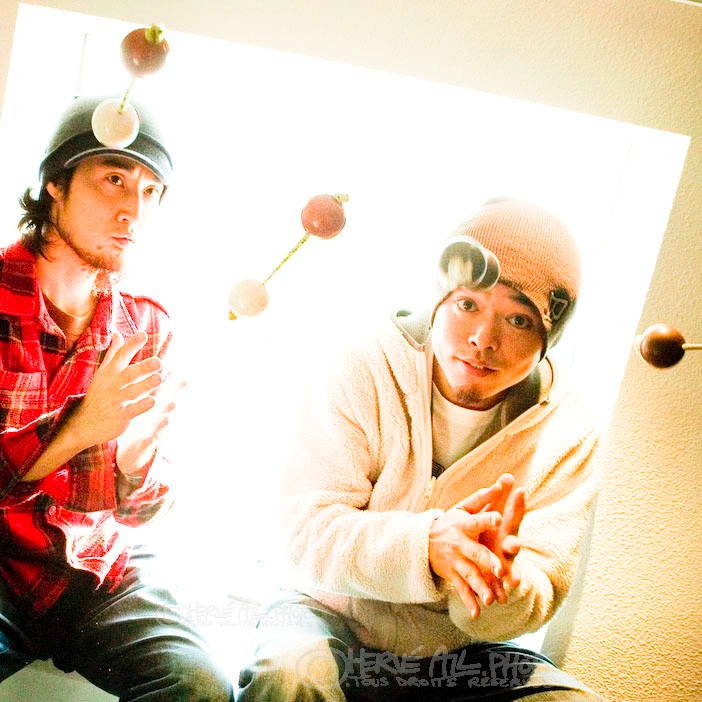
Juicy and Keizo

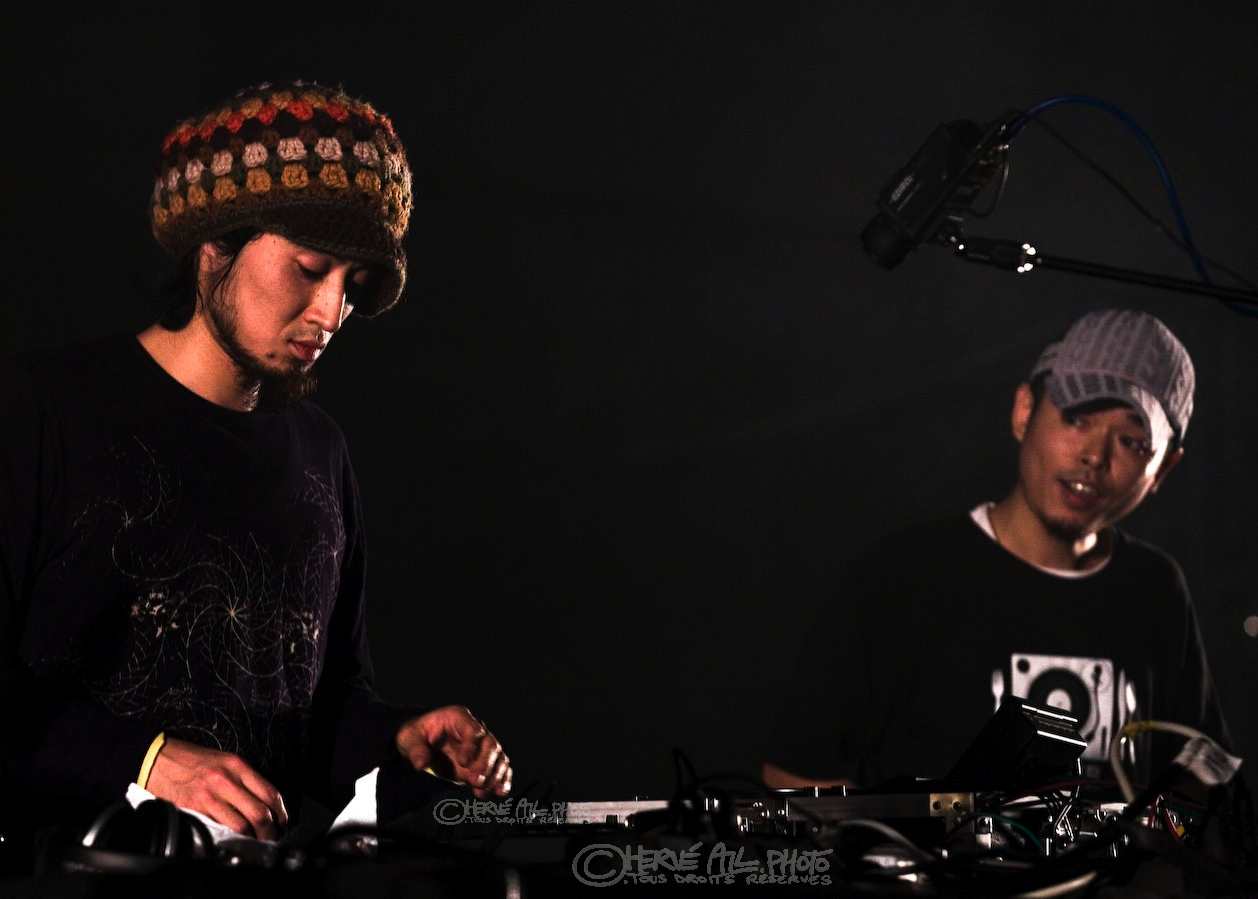

HIFANA（ハイファナ）は、KEIZOmachine!とJUICYによるブレイクビーツユニット。
ユニット名は沖縄の方言に由来し〈南の風〉、〈南の花〉という意味。（本人達は沖縄出身ではない）ニューヨークのヒップホップDJ、クラーク・ケントの2枚使い映像を観て衝撃を受けたことをきっかけにターンテーブルの練習を始めたというKEIZOと、バンドでドラム訓練に勤しんでいたJUICYは、共にパーカッション・バンドの「TRIBAL CIRCUS」での活動を経た後、「HIFANA」結成へと至る。
いわゆる打ち込み音楽や民族音楽、特に打楽器の影響を多く受けた彼らは、ライブではプログラミングやシーケンスを一切使用せずに、サンプラーのパッドを叩いてビートを刻み、さらにスクラッチやパーカッションなどを乗せていくという独特なスタイルを披露する。またseratoのVideo Scratch Liveなどの映像機器を活用し、音と映像を同期させるのも特徴。
一方CDやレコードなどで聴ける楽曲ではプログラミングやシーケンスが用いられ、そこでは町の雑踏からアニメキャラクターの声まで、あらゆる種類の音（ネタ）がサンプリングされ、使用されている。また、HIFANAのアーティスト写真やホームページでも見られる数々のキャラクターのアートワークはソロボンヌ先生（JUICY）が手掛けている。
その魅力は2003年発表のデビュー・アルバム『FRESH PUSH BREAKIN'』で広く知られることとなり、夏の野外レイヴ、「METAMORPHOSE」や、彼ら主催のイベント〈ZAMURAI〉など、各地のクラブ・イベントで披露されてきた。
西アフリカの打楽器「アサラト」の世界的名手としても知られる。

## ディスコグラフィー

### その他プロデュース作品
- コンピレーションアルバム「HIFANA PRESENTS 南風ケーブル」（2006年8月30日、COCP-33865）

架空の島に浮かぶ、架空のラジオ放送局「南風ケーブル」というコンセプトのもと、HIFANA自ら監修のコンピレーション・アルバム。コンピといいつつ、収録曲のほぼ全てが新曲、もしくは未発表曲で構成されている。GAGLEのHANGER、DJ KENTARO、AFRAなどお馴染みのZAMURAIメンバーも参加。セカンドアルバム"Channel H"　収録の "AKERO"をDJ UPPERCUTがリミックスしたと思いき突如沖縄民謡が入ってくるなど、音楽ジャンルの存在自体のバカバカしさを実感させられるHIFANAワールド全開の1枚。
1. INTRO / HIFANA &TUCKER
2. 雲の上 / keyco
3. CHICKEN or FISH（ジングル） / HIFANA
4. ちんざコスモ / 鎮座DOPENNESS
5. かっこいい彼氏 for LOUD REMIX / 弘田三枝子
6. JOINT 1(ジングル) / HIFANA
7. SESSION INDIA / HUNGER(from GAGLE) & U-zhaan & 武藤景介
8. FAT GAGSTACM (ジングル) / DJ KENTARO
9. EMERGENCY (ジングル) / ZURA from ARUZ STUDIO
10. TANGLANG / PROF.CHINNEN
11. NAMPOOH Acere Mix（ジングル）/ IZPON'S NEW FANTASIA
12. ロッカチカ for LOUD REMIX / 沢たまき
13. 官能ケーブル(NAM POOH CABLE STEREO CHECK) (ジングル) / 吉沢dynamite.jp
14. AKERO/ HIFANA feat.TWIGY (UPPERCUT REMIX)
15. UC On The Namphoo Cable(ジングル) / UC a.k.a DJ UPPERCUT
16. NAMPOOH SCRartCH INTERLUDE (ジングル) / DJKIYO
17. 赤田首里殿内(あかたすんどぅんちい)[沖縄民謡] / HIFANA & 寿
18. SESSION CHAMPROO / HIFANA &寿
19. HONPANI BEACH SIDE (ジングル) / INCREDIBLE BEATBOX BAND
20. The Funky OYAJI Program / Teruo a.k.a BAYAKA
21. OUTRO / HIFANA &TUCKER

- コンピレーションアルバム「HIFANA PRESENTS 南風ケーブル弐」（2009年9月16日、TOCT-26805）

新録音源を全体の8割以上収録し、『今・現在・過去』の日本のカッティングエッジなアーティストを招いた、ここでしか聞けないEXECLUSIVE音源を集めたアルバム。
HIP HOP.レゲエ、ラテン、歌謡曲、民謡、民族音楽、等々、ジャンルレスな良質な音楽を一気にさらりと楽しむ事が出来る内容。まるで架空の南の島のラジオ番組を気持ちよく&心地よく聞いているかのような気分になれる楽曲群。子供からお年寄りまで様々な世代の層が聞いても飽きのこない内容の『豊かな音楽生活』を提供できる作品内容。
参加アーティストはHIFANAはもちろんのこと、イントロにはお茶の間ラジオの大御所、大沢悠里のナレーション。Keyco、Leyona の歌にHIFANA と
IZPON(KINGDOMAFROCKS)がリズムを繰り出す ユニット、らぶはふぇあーずやDJ KENTARO + HIFANAの新ユニットHITARO、本作と同日にソロデビュー作もリリースされる鎮座DOPENESS、2006年のDJバトルでチャンピオンの座に着いたDJ CO-MAなど多彩にして豪華。
昭和歌謡や沖縄民謡のオリジナル音源をHIFANAがRemixした楽曲も牧歌的懐かしさとカッティングエッジなクラブ感絶妙に同居した注目作。
1. INTRO feat.大沢悠里
2. LOVEはフェア
3. ぴょんぴょん (133Warped Remix)
4. evitation electric wave (for radio) 〔INTERLUDE〕
5. アキハバラテン
6. なデス!! feat.CHEHON 〔INTERLUDE〕
7. Mr.BEER (IZAKAYA version) feat.KENTY-GROSS/ORIGINAL KOSE[GREEN GREEN]
8. LOVE VADER feat.鎮座DOPENESS
9. innerjazz 〔INTERLUDE〕
10. はじめての恋人 (90Warped Remix)
11. TEBLA
12. ZAMURAI ID feat.TUCKER/鎮座DOPENESS/AFRA & IBB/Keyco/Leyona/DJKENTARO/HUNGER from GAGLE
13. Ethnicalicious
14. が~まるちょばSHOW
15. doggy style 〔INTERLUDE〕
16. Bluez feat.HUNGER from GAGLE (仙波清彦REMIX)
17. Tedious Reprise 〔INTERLUDE〕
18. 風は知ってる (Nice Force Mix)
19. OUTRO feat.大沢悠里

- DJ用スクラッチ・レコード『Sound Touchable』（1999年）

HIFANAがターンテーブルを楽器としてとらえ制作したDJ用スクラッチレコード。
針飛びなしでハードにスクラッチしたり、永遠にLOOPするビートなどが多数収録されている。
- DJ用スクラッチ・レコード『Sound Touchable弐』（2003年）
- バニラ・エア 統合・運航終了記念キャンペーンソング『LALALA LAST FLIGHT』（2019年）[1]

機内アナウンスやエンジン音など航空会社にちなんだ音を用いたメロディに、利用客やスタッフからのメッセージを元にした歌詞を乗せた楽曲。ボーカルはMaya Hatchが担当した。

## ミュージックビデオ
| 監督                              | 曲名                                     |
| KAZUMA IKEDA, DAIJIRO OHARA       | 「出勤 / WAKE UP FEAT.鎮座DOPENESS」     |
| +CRUZ                             | 「AKERO feat.TWIGY」「WAMONO〜和モノ〜」 |
| +CRUZ / WOOG                      | 「CONNECT」                              |
| FANTASISTA UTAMARO & SHANE LESTER | 「祭 / HANABEAM」                        |
| VJ GEC (KAZUFUMI KIMURA)          | 「NAMPOOH feat.KEYCO」                   |
| GO MATSUMOTO                      | 「雲の上 (ACOUSTIC Ver.)」               |
| 不明                              | 「FRESH PUSH BREAKIN'」                  |

## 出演
- 2007年08月30日 - テレビ朝日系「FUTURE TRACKS→R」
- 2011年01月27日 - TBS系「ミルクチャポン」
- 2011年01月30日 - NHK「J-MELO」

## 主な出演イベント
- 2004年07月30日 - フジロックフェスティバル '04
- 2005年12月30日 - COUNTDOWN JAPAN 05/06
- 2006年08月04日 - ROCK IN JAPAN FESTIVAL 2006
- 2007年07月27日 - フジロックフェスティバル '07
- 2010年08月14日 - ライジング・サン・ロックフェスティバル 2010 in EZO
- 2010年10月09日 - 朝霧JAM 2010
- 2011年06月04日 - BIG BEACH FESTIVAL '11
- 2012年07月07日 - NO NUKES 2012
- 2012年07月12日 - VIDEO MUSIC -JKD COLLECTIVE LAUNCH PARTY-
- 2012年12月22日 - GROUNDRIDDIM & WWW PRESENTS 祭RIDDIM
- 2013年03月23日 - StarFes.'13
- 2013年09月21日 - GUNMA ROCK FESTIVAL 2013
- 2013年11月29日 - WWW 3rd Anniversary 「過剰装飾ナイト」
- 2013年12月21日 - ソニックフェスティバル2013
- 2014年09月14日 - RUSSELUNO 14 STRINGS

### インタビュー
- VIBE-NET.COM(2005年)
- パイオニア株式会社(2005年)
- TOWER RECORDS ONLINE(2005年09月)
- DJ Interview(2010年)
- nutstown international(2010年1月)
- DECADE online store(2012年11月)